# Marguerite de Courtenay-Namur
Pour les articles homonymes, voir Margaret Courtenay.
Marguerite de Courtenay, née en 1194, morte en 1270, est marquise de Namur de 1229 à 1237. Elle est fille de Pierre II de Courtenay, empereur latin de Constantinople, et de Yolande de Hainaut

## Biographie
Elle épouse en premières noces Raoul Ier de Lusignan (1164 † 1219), mais le mariage est annulé en 1213. Par son second mariage, Raoul devient comte d'Eu.
Elle se remarie en 1217 avec le comte Henri Ier de Vianden († 1252) et elle a :
- Pierre († ap.1272) ;
- Frédéric († 1247) ;
- Henri († 1267), évêque d'Utrecht de 1249 à 1267 ;
- Philippe (nl) († 1273), comte de Vianden ;
- Yolande († 1283), prieure du couvent de Marienthal, dévote vénérée au Luxembourg ;
- Engine (épouse de Wéry de JUPILLE), mère de Jean de Jupille (Chanoine de St. Lambert à Liège 1261-1283, fondateur de la paroisse de Saive 1279, Grand chantre de Saint-Lambert 1281).

En ce qui concerne sa fille, Mathilde, une controverse existe sur son origine. Soit elle serait issue du seconde mariage de Marguerite avec Henri de Vianden,, et mariée, vers 1235, avec Ioannes Kaloioannes Angelos dit Ange, duc de Śrem et de Kovin, soit elle serait la petite fille de Raoul et dans ce cas mariée avec Jean Ange de Syrmie.Cependant, des chercheurs ultérieurs ont souligné que le premier mari de Marguerite, Raoul III d'Issoudun, avait mentionné leur « petite fille » (lat. filiola), Mathilde, dans son testament de 1212, démontrant ainsi qu'elle était issue du premier mariage de Marguerite,.
À la mort de son frère Henri II (1229), profitant de ce que son frère Baudouin était en Orient, elle s'empare du marquisat de Namur. Ferrand, comte de Flandre et de Hainaut lui conteste le marquisat et l'attaque. Marguerite est contrainte de négocier une paix qui est signée à Cambrai le 1er novembre 1232. En échange de plusieurs villes Ferrand renonce à Namur. 
En 1237, Baudouin II de Courtenay revient en Europe et, avec l'aide du roi de France et de la comtesse de Flandre, récupère le marquisat et Marguerite se retire avec son mari dans le comté de Vianden. En 1247, Baudouin la désigne comme héritière en cas de décès sans enfant (il a déjà un fils âgé de quatre ans), mais, après la conquête de Namur par Henri de Luxembourg, il vend ses droits sur le marquisat de Namur à son cousin Guy de Dampierre.
Henri de Vianden part en Terre sainte en 1252. Il laisse l'administration de son comté à son fils Philippe et meurt peu après. Marguerite se retire au monastère de Marienthal où elle meurt le 17 juillet 1270.